# Enrique González Delgado
Enrique González Delgado (Ciudad de México, 19 de mayo de 1964) es un jinete mexicano que compitió en la modalidad de salto ecuestre. Ganó dos medallas en los Juegos Panamericanos, plata en 2019 y bronce en 2011.

## Palmarés internacional
| Juegos Panamericanos | Juegos Panamericanos | Juegos Panamericanos | Juegos Panamericanos |
| Año                  | Lugar                | Medalla              | Categoría            |
| -------------------- | -------------------- | -------------------- | -------------------- |
| 2011                 | Guadalajara (México) | Medalla de bronce    | Por equipos          |
| 2019                 | Lima (Perú)          | Medalla de plata     | Por equipos          |